# Rogues
Rogues – miejscowość i gmina we Francji, w regionie Oksytania, w departamencie Gard.
Według danych na rok 1990 gminę zamieszkiwały 133 osoby, a gęstość zaludnienia wynosiła 4 osoby/km² (wśród 1545 gmin Langwedocji-Roussillon Rogues plasuje się na 770. miejscu pod względem liczby ludności, natomiast pod względem powierzchni na miejscu 149.).